# Ivo Grbić (labdarúgó)
Ivo Grbić (Split, 1996. január 18.–) horvát korosztályos válogatott labdarúgó, kapus, a Sheffield United játékosa.

## Pályafutása

### Klubcsapatokban
Horvátországban, Splitben született, kilencéves korában lett a Hajduk Split akadémiájának tagja. A 2014–2015-es szezon elején ő lett a Hajduk Split tartalékcsapatának kapusa, így a horvát harmadosztályban mutatkozott be a felnőttek között. 2015. április 18-án a HNK Rijeka ellen a horvát élvonalban is bemutatkozhatott.
Négy szezon alatt mindössze hétszer kapott játéklehetőséget a Hajduk első csapatában, így lejáró szerződését 2018 nyarán nem újította meg és a Lokomotiva Zagreb csapatához szerződött.
2018. július 28-án debütált új csapatában az Inter Zaprešić elleni 4–0-s győzelem alkalmával. A 2019–2020-as szezonban alapembere volt csapatának és teljesítményével nagyban hozzájárult ahhoz, hogy a Lokomotiva döntőt játszhatott a Horvát Kupában és második lett a bajnokságban, ezzel pedig kvalifikált a Bajnokok Ligájába.
2020. augusztus 20-án az Atlético Madrid szerződtette 3,5 millió euróért cserébe. 2021. augusztus 19-én egy évre kölcsönbe került a francia Lille csapatához.

### A válogatottban
Összesen 23 alkalommal lépett pályára a különböző horvát korosztályos válogatottakban. Részt vett a 2019-es U21-es Európa-bajnokságon, ahol az angolok elleni 3–3-as döntetlen alkalmával kapott lehetőséget. Horvátország a csoportkört követően búcsúzott a tornától.
2020 augusztusában meghívót kapott a felnőtt válogatott keretébe a szeptemberi Nemzetek Ligája-mérkőzésekre.

## Magánélete
Példaképének Oliver Kahnt tartja. Apja, Josip a Hajduk Split ügyvezető igazgatója volt a 2010–2011-es szezonban.

## Statisztika
2021. augusztus 29-én frissítve.
| Klub              | Szezon         | Bajnokság      | Bajnokság     | Bajnokság | Országos kupa | Országos kupa | Nemzetközi kupa | Nemzetközi kupa | Összesen      | Összesen |
| Klub              | Szezon         | Bajnokság      | Pályára lépés | Gól       | Pályára lépés | Gól           | Pályára lépés   | Gól             | Pályára lépés | Gól      |
| ----------------- | -------------- | -------------- | ------------- | --------- | ------------- | ------------- | --------------- | --------------- | ------------- | -------- |
| Hajduk Split      | 2014–15        | Prva HNL       | 3             | 0         | 1             | 0             | 0               | 0               | 4             | 0        |
| Hajduk Split      | 2015–16        | Prva HNL       | 4             | 0         | 1             | 0             | 0               | 0               | 5             | 0        |
| Hajduk Split      | 2016–17        | Prva HNL       | 0             | 0         | 1             | 0             | 0               | 0               | 1             | 0        |
| Hajduk Split      | 2017–18        | Prva HNL       | 0             | 0         | 0             | 0             | 0               | 0               | 0             | 0        |
| Hajduk Split      | Összesen       | Összesen       | 7             | 0         | 3             | 0             | 0               | 0               | 10            | 0        |
| Hajduk Split II   | 2017–18        | Druga HNL      | 18            | 0         | —             | —             | —               | —               | 18            | 0        |
| Lokomotiva Zagreb | 2018–19        | Prva HNL       | 36            | 0         | 0             | 0             | —               | —               | 36            | 0        |
| Lokomotiva Zagreb | 2019–20        | Prva HNL       | 35            | 0         | 3             | 0             | —               | —               | 38            | 0        |
| Lokomotiva Zagreb | Összesen       | Összesen       | 71            | 0         | 3             | 0             | 0               | 0               | 74            | 0        |
| Atlético Madrid   | 2020–21        | La Liga        | 0             | 0         | 1             | 0             | 0               | 0               | 1             | 0        |
| Atlético Madrid   | 2021–22        | La Liga        | 0             | 0         | 0             | 0             | 0               | 0               | 0             | 0        |
| Atlético Madrid   | Összesen       | Összesen       | 0             | 0         | 1             | 0             | 0               | 0               | 1             | 0        |
| Lille             | 2021–22        | Ligue 1        | 2             | 0         | 0             | 0             | 0               | 0               | 2             | 0        |
| Lille             | Összesen       | Összesen       | 2             | 0         | 0             | 0             | 0               | 0               | 2             | 0        |
| Karrier összes    | Karrier összes | Karrier összes | 98            | 0         | 5             | 0             | 0               | 0               | 103           | 0        |

## Sikerei, díjai
- Hajduk Split
  - Horvát Kupa-döntős: 2017–18

- Lokomotiva Zagreb
  - Horvát Kupa-döntős: 2019–20

- Atlético Madrid
  - La Liga: 2020–21